# Holly Waddington
Holly Waddington (...) è una costumista britannica, vincitrice del Premio Oscar ai migliori costumi per Povere creature!.

## Biografia
Holly Waddington ha studiato Belle Arti alla Ruskin School of Drawing dell'Università di Oxford e scenografia al Trinity Laban Conservatoire of Music and Dance di Londra. Inizialmente, ha disegnato costumi e scenografia per produzioni teatrali tenute al Gate Theatre, Young Vic, Almeida Theatre, Scottish Dance Theatre, Sadler's Wells e alla Handspring Puppet Company, come Hedda Gabler e Elettra. Dal 2007, ha lavorato come assistente costumista in film come Espiazione, La felicità porta fortuna - Happy Go Lucky e Scontro tra titani. Nel 2012 ha lavorato ai costumi del film Ginger & Rosa di Sally Potter, mentre nel 2016 a quelli di Lady Macbeth di William Oldroyd. Nel 2024 ha vinto il Premio Oscar e il Premio BAFTA ai migliori costumi per Povere creature! di Yorgos Lanthimos.

## Filmografia

### Costumista

#### Cinema
- Espiazione (Atonement), regia di Joe Wright (2007)
- La felicità porta fortuna - Happy Go Lucky (Happy-Go-Lucky), regia di Mike Leigh (2008)
- L'ombra del sospetto (The Other Man), regia di Richard Eyre
- Glorious 39, regia di Stephen Poliakoff (2009)
- Scontro tra titani (Clash of the Titans), regia di Louis Leterrier (2010)
- Another Year, regia di Mike Leigh (2010)
- First Night, regia di Christopher Menaul (2010)
- War Horse, regia di Steven Spielberg (2011)
- Lincoln, regia di Steven Spielberg (2012)
- Ginger & Rosa, regia di Sally Potter (2012)
- Il cacciatore di giganti (Jack the Giant Slayer), regia di Bryan Singer (2013)
- I due volti di gennaio (The Two Faces of January), regia di Hossein Amini (2014)
- Departure, regia di Andrew Steggall (2015)
- Lady Macbeth, regia di William Oldroyd (2016)
- Povere creature! (Poor Things), regia di Yorgos Lanthimos (2023)

#### Televisione
- Saddam's Tribe, regia di Christopher Menaul - film TV (2007)
- The Great - serie TV, episodio 1x01 (2020)

#### Cortometraggi
- The Briny, regia di Lucy Kirkwood (2015)

#### Videoclip
- Iron Sky - Paolo Nutini (2014)

### Scenografa
- Crow, regia di Yoav Segal (2014) - cortometraggio

## Premi e riconoscimenti
- Premio Oscar
  - 2024 - Migliori costumi per Povere creature!
- Premi BAFTA
  - 2024 - Migliori costumi per Povere creature!
- Critics' Choice Awards
  - 2024 - Candidatura ai migliori costumi per Povere creature!